# Stepne (obwód winnicki)
Stepne (ukr. Степне) – osiedle na Ukrainie, w obwodzie winnickim, w rejonie czerniweckim. W 2001 roku liczyło 129 mieszkańców.